# 21500 Vazquez
21500 Vazquez è un asteroide della fascia principale. Scoperto nel 1998, presenta un'orbita caratterizzata da un semiasse maggiore pari a 2,3276578 UA e da un'eccentricità di 0,1178859, inclinata di 4,28926° rispetto all'eclittica.
L'asteroide era stato inizialmente battezzato 21500 Vasquez per poi essere corretto nella denominazione attuale.
L'asteroide è dedicato ad Angel Vazquez, operatore del radiotelescopio di Arecibo.